# 克尔猪笼草
克尔猪笼草是泰国南部达鲁国家海洋公园特有的热带食虫植物。其生长于海拔400米至500米的地区。克尔猪笼草被认为与空堪达猪笼草（N. kongkandana）之间存在着密切的近缘关系。
其种加词来源于爱尔兰医学博士阿瑟·弗朗西斯·乔治·克尔，他采集了第一份克尔猪笼草的标本。

## 植物学史
1928年，阿瑟·弗朗西斯·乔治·克尔首次采集到了克尔猪笼草的标本。该编号为“Kerr 14127”的标本采集于泰国沙敦府达鲁国家海洋公园海拔约500米处，存放于曼谷植物标本馆（BK）。2006年，意大利博物学家马尔切洛·卡塔拉诺观察到了这个标本，并认为这可能是一个未知的物种。这份标本被标为小猪笼草（N. gracilis），同时还标出其采集于海拔1500米处（之后才意识到标签上写的其实是“c. 500 m”）。2007年，马尔切洛·卡塔拉诺来到达鲁群岛，但他自己没能在野外发现克尔猪笼草的种群。在当地护林员的帮助下，他才得以确定其生长于公家公园的一个偏远地区。几个月后，护林员组织了探险队，并成功发现克尔猪笼草。他们将克尔猪笼草的照片发给马尔切洛·卡塔拉诺，这也使得马尔切洛·卡塔拉诺更为确定其是一个全新的物种。

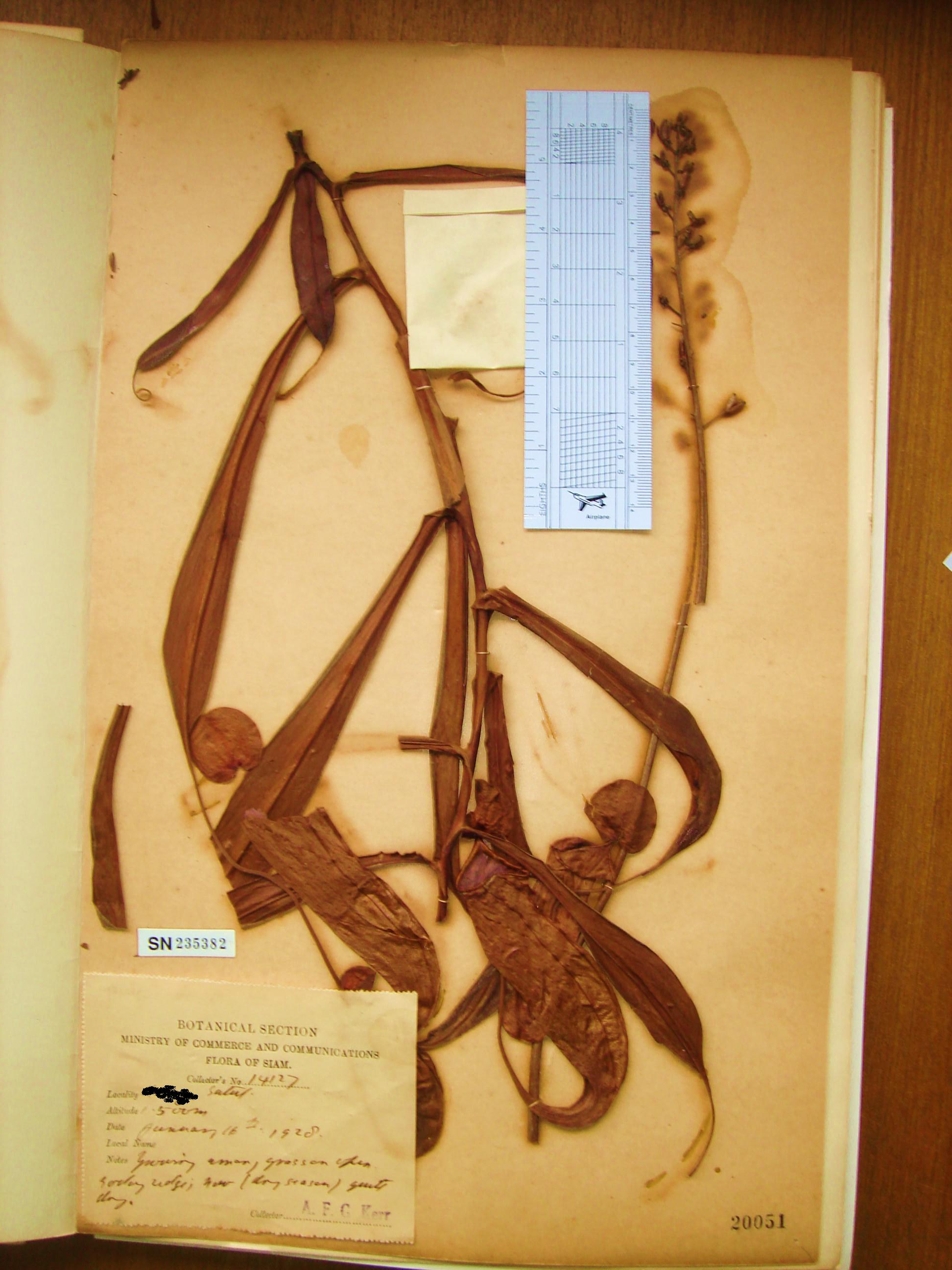
克尔猪笼草最早的标本，同时也是它的模式标本（Kerr 14127）

2008年1月，马尔切洛·卡塔拉诺两次想要去到护林员发现的分布地，但都因为时间及其他的原因而没有去成。同一个月，马尔切洛·卡塔拉诺在泰国遇见了斯图尔特·麦克弗森，并将其发现告诉了他。之后麦克弗森自己去往达鲁国家海洋公园进行考察。当他将成功的采集到克尔猪笼草后，形容这次考察时说道：“这是我这辈子最艰难的一次跋涉”。在这次考察中，他采集到了克尔猪笼草的种子，并拍摄了许多照片，其中大多数为上位笼的。
关于克尔猪笼草的首次描述发表于斯图尔特·麦克弗森2009年的专著《旧大陆的猪笼草》中。在这本书中，它被列为“不完全明确的类群”，并被命名为“N. sp. Trang”。斯图尔特·麦克弗森只确定这个类群产自泰国，但在马来西亚兰卡威岛也可能存在。他还认为克尔猪笼草与贡布猪笼草（N. kampotiana）之间存在着密切的近缘关系。他写道：“需要更广泛的观察才能确定这是否是贡布猪笼草的变种或是一个完全独立的新物种。”
在此期间，马尔切洛·卡塔拉诺着手对克尔猪笼草进行正式描述。但他缺少必要的观察数据和照片来完成这个描述，所以于2009年他再次试图去往达鲁群岛观察野外的植株，但这次考察由于暴雨而没有成功。回到意大利后，马尔切洛·卡塔拉诺联系了一位名为“Trongtham Kruetreepradit”的泰国当地人，他在旱季成功的达到了克尔猪笼草的原生地，从而提供了马尔切洛·卡塔拉诺完成描述所需的资料。
克尔猪笼草的正式描述由马尔切洛·卡塔拉诺和“Trongtham Kruetreepradit”共同完成，发表于马尔切洛·卡塔拉诺2010年的著作《泰国的猪笼草》中。这份表述由阿拉斯泰尔·罗宾逊进行校对，并由安德烈亚斯·弗莱施曼（Andreas Fleischmann）提供了拉丁语翻译。编号为“Kerr 14127”的标本被指定为模式标本。马尔切洛·卡塔拉诺和“Trongtham Kruetreepradit”的观点与斯图尔特·麦克弗森相反，他们排除了克尔猪笼草存在于兰卡威岛的可能，并认为其与空堪达猪笼草之间存在着密切的近缘关系。

## 形态特征
克尔猪笼草为藤本植物，其可攀爬至大约4米的高处。茎为圆柱形，直径为3至5毫米。通常直立，不分枝。节间距为1.5至8.5厘米。茎为绿色至红色。
克尔猪笼草的叶片无柄，革质，为倒卵形，长18至31厘米，宽1.5至3厘米，厚约0.5毫米。叶尖渐尖，叶基渐狭，包住茎周长的四分之三。叶片末四分之一的中脉两侧各有3条纵脉。羽状脉可见，斜发自中脉。笼蔓长10至30厘米，宽1至3毫米。上位笼的笼蔓具笼蔓圈。叶片为浅绿色，中脉和笼蔓为绿色至红色。
克尔猪笼草的下位笼完全为卵形或仅下半部为卵形，上半部较窄。其高6至14厘米，宽2至6厘米。笼肩依稀可见，出现于下位笼的中部或上半部。笼翼宽3至8毫米，翼须较窄。笼口为椭圆形，倾斜。唇为圆柱形，宽8至12毫米，唇齿长约0.5毫米。笼盖的基部略呈心形，边缘为不规则的波浪状。其长1.6至4.7厘米，宽1.8至4.3厘米。笼口与笼盖的大小相同。笼盖的下表面无附属物，但具有许多火山口状的腺体，其直径可达1毫米，中线附近的腺体最大。笼盖基部的后方具有一根笼蔓尾，长2至7毫米，分叉或不分叉。下位笼的外表面通常为橙色且具有红色的斑点。内表面的蜡质区也具有类似的红色斑点。唇和笼盖为橙色至红色。
克尔猪笼草的上位笼为管状，高10至15厘米，宽约3.5厘米。笼翼宽1至4毫米，间距4至6毫米。笼口为圆形或卵形，倾斜。唇扁平具明显的唇颈。笼盖与下位笼类似。上位笼的颜色比下位笼浅，其外表面为绿色至黄色。内表面的蜡质区具有红色的斑点。唇可能为全黄或具有红色的条纹。笼盖为绿色至黄色，下表面通常为红色。
克尔猪笼草的花序为总状花序，可长达130厘米。雄性花序可长达90厘米，其中总花梗可长达65厘米，花序轴可长达27厘米，共约120朵花，花梗长6至8毫米。雄蕊柄可长达1.5毫米。花被片为圆形至椭圆形，长3至4毫米，宽2至3毫米。雄花的可为绿色或红色，而雌花只为绿色。雌性花序的结构与雄性的类似，但其花序轴可长达25厘米，花梗长10至23毫米。
克尔猪笼草种子的两翼明显缩小。这被认为是对海岛型原生地的一种适应；两翼缩小的种子可以免遭强风将其吹离小岛。
克尔猪笼草的叶腋和花序具有棕色的毛被，其长约0.1毫米。
克尔猪笼草与其他产自中南半岛的猪笼草一样也属于耐火植物，具有发达的根系。

## 生态关系

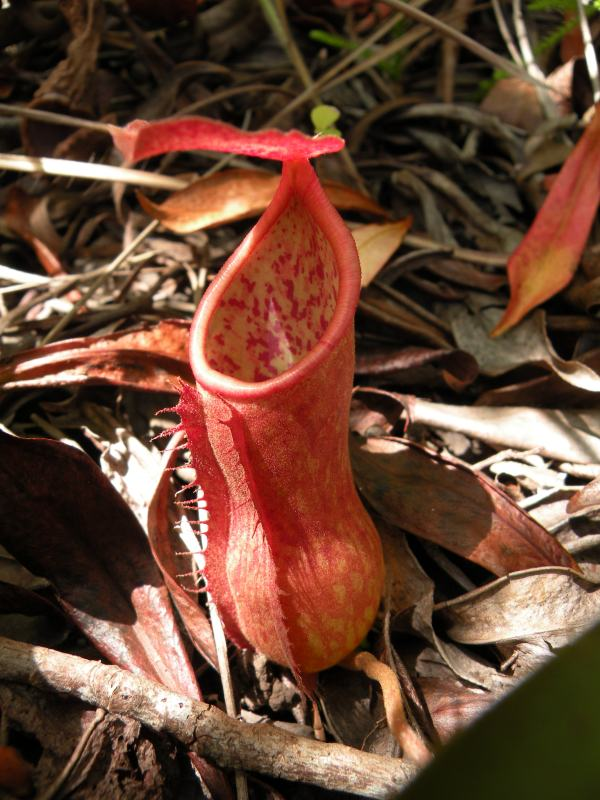
空堪达猪笼草（图）与克尔猪笼草的区别在于其下位笼的形态，空堪达猪笼草为管状或略呈葫芦形，而克尔猪笼草为窄卵形。

克尔猪笼草是泰国南部沙敦府达鲁国家海洋公园特有的热带食虫植物。其生长于海拔400米至500米处。
克尔猪笼草的典型原生地为开阔的热带稀树草原，其陆生于砂质土壤中。土壤由厚达30厘米的富石英层组成，底部为花岗岩。在旱季，这种基质会非常炽热且干燥，并且会变得相当的坚硬。克尔猪笼草不与其他的猪笼草同域分布，所以尚未发现关于克尔猪笼草的自然杂交种。
斯图尔特·麦克弗森在《旧大陆的猪笼草》中对克尔猪笼草的原生地写道：“其非常的难以到达，短时间内不会受到威胁。”

## 相关物种
克尔猪笼草与空堪达猪笼草之间存在着密切的近缘关系。其也类似于中南半岛的特有种，如安达曼猪笼草（N. andamana）、波哥猪笼草（N. bokorensis）和素叻猪笼草（N. suratensis）。
除了空堪达猪笼草外，克尔猪笼草与这些物种的区别在于其叶片为倒卵形，而非线形或披针形。克尔猪笼草在叶腋处具有持久性的毛被，而安达曼猪笼草和素叻猪笼草植株的上部具有易脱落的毛被，空堪达猪笼草正个植株披被着长约0.3毫米的毛被，波哥猪笼草的所有营养组织和花序都覆盖着数量不定的毛被。此外，克尔猪笼草的雄蕊柄也短于波哥猪笼草。
在克尔猪笼草的正式描述中，马尔切洛·卡塔拉诺和“Trongtham Kruetreepradit”还注意到了克尔猪笼草营养组织上一系列与空堪达猪笼草的区别。克尔猪笼草的下位笼为窄卵形，笼肩位于其中部或上部，而空堪达猪笼草的下位笼则为管状或略呈葫芦形，笼肩位于中部或下部。克尔猪笼草的笼蔓较长，可为捕虫笼体高的2至3倍；空堪达猪笼草的笼蔓则约与捕虫笼等长。它们上位笼的唇也不同，克尔猪笼草上位笼的唇常具有条纹和明显的唇颈；空堪达猪笼草的上位笼则缺乏这样的结构。此外，克尔猪笼草上位笼的笼翼的间距小于空堪达猪笼草，克尔猪笼草为4至6毫米，空堪达猪笼草可达10至12毫米。

## 扩展阅读
- 中南半岛的猪笼草
- 食虫植物照片搜寻引擎中克尔猪笼草的照片 （页面存档备份，存于）

 维基共享资源上的相關多媒體資源：克尔猪笼草
 維基物種上的相關：克尔猪笼草